# 弗亞雷河
弗亞雷河（烏克蘭語：В'ялий），是烏克蘭的河流，位於該國東部哈爾科夫州，屬於哈爾科夫河的左支流，河道全長11公里，流域面積59平方公里，河口處在齊爾庫內。